# 機動戦士ガンダム ガンダムVS.ガンダムNEXT
『機動戦士ガンダム ガンダムVS.ガンダムNEXT』（きどうせんしガンダム ガンダムバーサスガンダムネクスト）は、バンダイナムコゲームスが発売した対戦アクションゲーム『機動戦士ガンダム vs.シリーズ』のアーケード版第8作。本作がバンダイナムコゲームスで発売される初のアーケード版ガンダム vs.シリーズであり、この作品をもってアーケード作品におけるバンプレストレーベルでの製作を終了。次作『機動戦士ガンダム エクストリームバーサス』以降、バンダイナムコゲームスレーベルとして製作が行われることとなり、またバンプレストレーベルも2014年4月よりバンダイナムコゲームスレーベルに一本化されるため、事実上最初で最後のバンプレストレーベルのアーケードゲームとなった。
本項では、移植作品であるPlayStation Portable（以下、PSP）用ソフト『機動戦士ガンダム ガンダムvs.ガンダムNEXT PLUS』についても記述する。

## 概要
前作と同じく、「ガンダムシリーズ」の17作品（『新機動戦記ガンダムW Endless Waltz』『機動戦士ガンダムSEED C.E.73 STARGAZER』『機動戦士ガンダム MS IGLOO』シリーズの3作品、および「SDガンダムシリーズ」以外、ただし『新機動戦記ガンダムW Endless Waltz』は後述のPSP版で登場している）から主要なモビルスーツを集め、シリーズによって異なる世界観を超越・集結したクロスオーバー的作品。
またノリス・パッカード役の市川治が2009年1月に死去したため、市川にとっては事実上の遺作となる。
キャッチコピーは「リミット解除! NEXTに限界はない!」。導入告知ポスターのイラストは今作も大河原邦男が担当。

## 開発年表
| 開発年表 | 主な事象 |
| -------- | --- |
| 2008.8   | 「キャラホビ2008 C3×HOBBY」会場での前作の全国大会予選後にプロデューサー・馬場龍一郎により発表。 「AMショー」でプレイアブル出展されると発表。              |
| 2008.9   | 「AMショー」でプレイアブル出展。稼働は2009年春予定と発表。                                                                                                |
| 2008.10  | ロケテスト開始。 |
|          | ゲーム雑誌で情報公開開始。 |
|          | 各ロケーション向けに受注案内到着。稼働は2009年3月予定に。                                                                                                 |
| 2008.11  | ロケテスト終了。 |
|          | 前作の全国大会決勝内のイベントでオープニングデモ映像公開、2009年3月の稼働も正式発表。 テーマソングとしてGacktが歌う「哀戦士」が流れることも合わせて発表。 |
| 2009.2   | 稼働予定店向けに稼働日が通達。 |
|          | AOUショーに出展。 公式大会「Premium Dogfight '09」開催発表。                                                                                              |
| 2009.3   | 稼働開始。 |
| 2009.4   | 隠し要素開放開始。 |
|          | ネクストダッシュキャンペーン（インターネットランキング）開始。                                                                                            |
| 2009.8   | 「GUNDAM BIG EXPO」のイベント内でAC版の最後の隠し要素が発表。                                                                                             |
|          | AC版の隠し要素開放終了。 |
| 2009.9   | PSP版『ガンダムVS.ガンダムNEXT PLUS』発表。東京ゲームショウに出展。                                                                                       |
| 2009.11  | AC版全国大会「Premium Dogfight '09」決勝大会開催。 |
| 2009.12  | PSP版発売。 |

## システム
基本的なシステムは前作を踏襲しているものの、Gクロスオーバーは削除された（これにより『連邦vs.ジオンDX』以来のゲージによる特殊システムがなくなっている）。ゲームスピードはシリーズ最速を誇る。

### NEXTダッシュシステム
本作の新システム。ブーストボタンを2度押しする（ブーストダッシュをする）事で、ブーストゲージを消費する代わりに任意の方向へ行動をキャンセルしつつ移動できる。ブーストゲージがある限り何度でも行うことが可能。各種攻撃硬直をキャンセルしてNEXTダッシュすることも可能で、射撃の硬直を消したり、格闘攻撃を連続で当てることも可能。ゲームスピードが高速化した影響もあり、どこでNEXTダッシュをするかといった直観力が必要になってくる場合もある。ほぼいつでも可能であるが、着地硬直中は不可能。

### 空中ブーストダッシュ
NEXTダッシュとは違う物である。前作ではブーストボタンを2度押す形式だったが、今作では前作の変形コマンドにあたる操作で空中ブーストダッシュになる。また、変形がある機体はブーストダッシュではなく変形が行われ、NEXTダッシュをした後、ブーストボタンを押し続ければブーストダッシュになる。

### シールド防御
今作のシールド防御は全てC.E.vsシリーズの手動発動式（レバーを下→上と入力する）になった。格闘攻撃もガードすることが可能になった。
ただし、今作も一部機体は特定の攻撃モーションにシールド防御判定が付いていることがある。

### 武装変更・特殊能力
今作も一部の機体は特定の動作や特定の条件を満たすことで武装の変更や性能の強化をすることが可能。ただし、今作では換装すると、試合中に元の機体に戻れない、または撃墜されるまで元の機体に戻れない機体もある。

### CPU戦
本作のCPU戦はまずAからHまでの8つあるコースから1つを選ぶ。難易度は5段階のパイロットランプ形式で表示される。今回も戦果画面に諸処の条件によって各種のマークが表示される。AからC、Hコースではステージクリア後に最終ステージなど一部のステージ以外で複数あるステージ候補の中から1つを選ぶよう（正式名称：「NEXTステージセレクト」）になっている。A-CとE・Gコースでは、ステージ6にモビルアーマー、もしくはそれに準ずるモビルスーツを相手にするステージが登場。A-CとE-Gコースのステージ6で特定の条件をクリアすると次の「NEXTステージセレクト」の選択で「EX」が登場する。このステージでも一定の条件をクリアすればステージ8でも「EX」が選択できる。さらに特定の条件を満たして最終ステージをクリアすると、「FINAL NEXT」と呼ばれる隠しステージに進出できる（「隠しボス」の項目参照）。
今作はC.E.vsシリーズにあったターゲット撃破型のステージも復活（複数のターゲットが存在するステージもある）。

### チームシャッフルシステム
ロケテストやAOUショーでは確認できなかったが、今作でも搭載されている。

### その他
前作からの変更点で、上に挙げたもの以外の主なものを以下にまとめる。
- 全体的に耐久力が下がった。コスト1000では平均320（前作はアレックス除いて一律350）、コスト2000では平均560（前作は一部除いて600）、コスト3000は平均650（前作は平均700）。
- 一発あたりのダメージ量が減少した。
- 味方CPU機への指令が5つ（ノーマル、集中、分散、突撃、回避）になった。
- 空中からの着地の硬直が長くなり、一切の行動を取ることができなくなった。
- 格闘の入力がC.E.vsシリーズと同様になった。（レバーニュートラル、レバー前、レバー横、レバー後、ブースト+格闘ボタン同時押し（特殊格闘）、ブーストダッシュ中（レバーを前に入れる必要あり）の6種類。射撃専門機体以外の一部機体はレバー後やブーストダッシュ中の格闘が存在しない。また今作では一部の機体はレバー左と右で出す格闘が異なるというパターンも登場した）
- 増援（乱入者）が登場しても前作はその対戦は続行されたが、今作ではC.E.vsシリーズまでと同じように、その時点でコストの減少が止まるようになった。
- 勝敗を決めた最後の一撃を決めたプレイヤーの画面にカットインが付く様になった。
- 戦闘開始時の通称「よろしく通信」のテロップ文章にキャラの個性が入るようになった。
  - また、戦闘途中での特定機体へのロックオンや特定の組み合わせによる戦闘前後での掛け合いで出る特殊演出は前作よりも大幅に増えた[4]。
- イベントモード[5]限定で、制限時間を無制限にすることができるようになった。
  - また、ダメージレベル（一発のダメージ量の変更）と制限時間の設定が8段階になった（前作までは4段階）。

## AC版で登場する機動兵器
自機として使用できるモビルスーツは総勢58体。内訳は前作からの続投が33体、前作のPSP版で追加されたのが4体、今作で新たに追加されたのが21体（うち隠し機体7体）。今作の追加機体は「タイトルを代表する準主役級、または人気のあるモビルスーツ」かつ「面白い武装 or 特徴を持つ機体」を中心に選ばれており、開発当初は「今作で登場するモビルスーツは今より少なくなる予定だった」としている。
以下の表は機体名（前作からの続投→前作PSP版追加→今作の新規機体→今作の隠し機体）の順で、（）内はモビルアシストで登場する機体。
| 原作         | コスト3000GP | コスト2000GP | コスト1000GP | CPU戦限定機体                                                  |
| ------------ | --- | --- | --- | -------------------------------------------------------------- |
| 『1st』      | | RX-78-2 ガンダム（Gファイター） | RX-75 ガンタンク（Gスカイイージー） MS-06S シャア専用ザク（ドップ） MS-09 ドム（MS-09ドム2体追加のジェットストリームアタック） RX-77 ガンキャノン（ガンペリー） MSM-04 アッガイ（MSM-10 ゾック） | MAN-08 エルメス（MS-14S シャア専用ゲルググ）                   |
| 『Ζ』        | AMX-004 キュベレイ（AMX-003 ガザC） | MSZ-006 Ζガンダム（MSA-005 メタス） RX-178 ガンダムMk-II（RMS-099 リック・ディアス(黒)） MSN-00100 百式（RMS-099 リック・ディアス(赤)）                                                                                                   | RX-178 ガンダムMk-II(ティターンズカラー)（RX-178 ガンダムMk-II(ティターンズカラー)） | MRX-009 サイコガンダム                                         |
| 『ΖΖ』       | | MSZ-010 ΖΖガンダム（FXA-08R メガライダー） AMX-103 ハンマ・ハンマ（AMX-006 ガザD） AMX-004-3 キュベレイMk-II（プルツー機）（AMX-107 バウ (グレミー・トト機)）                                                                             | AMX-004-2 キュベレイMk-II（エルピー・プル機）（AMX-107 バウ (グレミー・トト機)） | NZ-000 クィン・マンサ（AMX-004G 量産型キュベレイ）             |
| 『CCA』      | RX-93 νガンダム（RGZ-91 リ・ガズィ） | MSN-04 サザビー（MSN-03 ヤクト・ドーガ (クェス・パラヤ機)） | | NZ-333 α・アジール（MSN-03 ヤクト・ドーガ (ギュネイ・ガス機)） |
| 『F91』      | | ガンダムF91（RGM-109 ヘビーガン） | XM-07 ビギナ・ギナ（XM-05 ベルガ・ギロス） | XMA-01 ラフレシア                                              |
| 『V』        | LM314V21 V2ガンダム（LM111E03 ガンブラスター） | ZM-S24G ゲドラフ（ZM-S08G ゾロ (クロノクル・アシャー機))） | LM312V04 ヴィクトリーガンダム（LM111E02 ガンイージ） | ZMT-S29S ザンネック（ZM-S06S ゾロアット）                      |
| 『G』        | GF13-017NJII ゴッドガンダム（GF13-006NA ガンダムマックスター）                                                                                         | GF13-001NHII マスターガンダム（デスビースト） GF13-021NG ガンダムシュピーゲル（JMF-1336R ライジングガンダム） GF13-050NSW ノーベルガンダム（GF13-044NNP マンダラガンダム） GF13-017NJ シャイニングガンダム（GF13-011NC ドラゴンガンダム） | | JDG-009X デビルガンダム                                        |
| 『W』        | XXXG-00W0 ウイングガンダムゼロ（OZ-13MSX1 ヴァイエイト） OZ-13MS ガンダムエピオン（WF-03MD ビルゴII）                                                  | XXXG-01H2 ガンダムヘビーアームズ改（OZ-13MSX2 メリクリウス） XXXG-01D2 ガンダムデスサイズヘル（XXXG-01SR2 ガンダムサンドロック改） OZ-00MS トールギス（OZ-07AMS エアリーズ（ノイン機））                                                  | |                                                                |
| 『X』        | GX-9900 ガンダムX（FX-9900 GX-Bit） GX-9901-DX ガンダムダブルエックス（GS-9900 Gファルコン）                                                           | NRX-0013 ガンダムヴァサーゴ（DT-6800 ドートレス） | |                                                                |
| 『∀』        | WD-M01 ∀ガンダム（FLAT-L06D フラット） CONCEPT-X 6-1-2 ターンX（G838 マヒロー）                                                                        | | AMX-109 カプル（ヒップヘビー） |                                                                |
| 『SEED』     | ZGMF-X10A フリーダムガンダム（MBF-02 ストライクルージュ）                                                                                              | GAT-X105 ストライクガンダム（TS-MA2mod.00 メビウス・ゼロ） | GAT-X303 イージスガンダム（GAT-X207 ブリッツガンダム） GAT-X102 デュエルガンダムアサルトシュラウド（GAT-X103 バスターガンダム）                                                                  |                                                                |
| 『DESTINY』  | ZGMF-X42S デスティニーガンダム（ZGMF-X666S レジェンドガンダム） ZGMF-X20A ストライクフリーダムガンダム（ZGMF-X19A インフィニットジャスティスガンダム） | ZGMF-X56S インパルスガンダム（ZGMF-1000/A1 ガナーザクウォーリア(ルナマリア・ホーク機)） ORB-01 アカツキ（MVF-M11C ムラサメ） | | ZGMF-X20A ストライクフリーダムガンダム（FINAL NEXT仕様）       |
| 『0080』     | | | MS-06FZ ザク改（MSM-03C ハイゴッグ） RX-78NT-1 アレックス（RGM-79SP ジム・スナイパーII） MS-18E ケンプファー（MSM-07E ズゴックE）                                                                |                                                                |
| 『0083』     | | RX-78GP03 試作3号機（RGM-79N ジム・カスタム） RX-78GP02 試作2号機（YMS-16M ザメル） RX-78GP01-Fb 試作1号機フルバーニアン（RGC-83 ジム・キャノンII）                                                                                       | RX-78GP01 試作1号機（RGC-83 ジム・キャノンII） |                                                                |
| 『08MS小隊』 | | | RX-79[G] 陸戦型ガンダム（ホバートラック） MS-07B3 グフカスタム（PVN.42/4 マゼラアタック） RX-79[G]Ez-8 ガンダムEz8（RX-79[G] 陸戦型ガンダム(ジム頭)）                                            |                                                                |
| 『00』       | | GN-001 ガンダムエクシア（GN-002 ガンダムデュナメス） GN-005 ガンダムヴァーチェ（GN-003 ガンダムキュリオス） GN-004 ガンダムナドレ（同上）                                                                                                 | |                                                                |
| 『UC』       | RX-0 ユニコーンガンダム（RGM-96X ジェスタ） | | |                                                                |

## 世界観・ステージ
| 原作 | ステージ     | 原作    | ステージ                    |
| ---- | ------------ | ------- | --------------------------- |
| 1st  | サイド7      | SEED    | ヘリオポリス                |
| 1st  | ジャブロー   | DESTINY | レクイエム                  |
| Ζ    | ◎アウドムラ  | 00      | 軌道エレベータ ラ・トゥール |
| Ζ    | グリプス内部 | 0080    | 連邦軍 北極基地             |
| CCA  | ◎アクシズ    | 0080    | ◎サイド6                    |
| G    | ランタオ島   | 0083    | フォン・ブラウン            |
| W    | コロニー内部 | 08      | 鉱山都市                    |
| ∀    | ゲンガナム   | 前作    | 前作ステージ全て            |

本作のゲームの舞台は前作と同じく、ガンダムシリーズの世界が一つに融合してしまった世界。オープニングデモでも、「前作のタイトル画面が映っている筐体からガンダムが飛び出す」という描写がある。本作の真の最終ステージ「FINAL NEXT」の舞台、アンノウンエリアは前作最終ステージと構造が類似しており、背景には前作の最終ボス・デビルガンダムの残骸がある。
左記はパスワードレベル6の時点で対戦で選択できるステージ'の一覧。今作の新規ステージ（戦闘マップ）は前作の「作品の世界観をイメージしたもの」と違い、「作品の主要戦場を再現」したものとなっている。また前作からの続投ステージで、ステージ名の先端に◎が付いているものは地形自体は前作と同じだが、背景やグラフィックが変更され、ステージ名も追加されている。今回も対戦時のステージランダムセレクトがあるが、前作までと違い、障害物や段差が多いステージは選ばれる確率が意図的に低く設定されている。
一方で、左記の中でΖΖ、F91、V、Xの4作品に対応する新規ステージは存在しない。

## BGM

### メインテーマ
『哀戦士』
作詞：井荻麟 作曲：井上大輔 唄：Gackt
2008年11月23日に行われた前作の全国大会「Premium DogfightIII」のイベント内で発表。CDアルバム『0079-0088』からの収録。戦闘BGMとしても収録。

### 戦闘中BGM
| タイトル                      | 楽曲名                                            | 唄                         | 備考                                 |
| ----------------------------- | ------------------------------------------------- | -------------------------- | ------------------------------------ |
| 機動戦士ガンダム              | 哀戦士                                            | Gackt                      | 上記参照                             |
| 機動戦士ガンダム              | 翔べ! ガンダム                                    | 池田鴻                     | 前作より続投                         |
| 機動戦士Ζガンダム             | 激戦の果て                                        | （劇中楽曲、三枝成彰作曲） | 楽曲変更                             |
| 機動戦士ガンダムΖΖ            | アニメじゃない〜夢を忘れた古い地球人よ〜          | 新井正人                   | 前作と同じ                           |
| 機動戦士ガンダム 逆襲のシャア | BEYOND THE TIME (メビウスの宇宙を越えて)          | TM NETWORK                 | 前作と同じ                           |
| 機動戦士ガンダムF91           | ETERNAL WIND〜ほほえみは光る風の中〜              | 森口博子                   | 前作と同じ                           |
| 機動戦士Vガンダム             | STAND UP TO THE VICTORY〜トゥ・ザ・ヴィクトリー〜 | 川添智久                   | 前作と同じ                           |
| 機動武闘伝Gガンダム           | FLYING IN THE SKY                                 | 鵜島仁文                   | 前作と同じ                           |
| 新機動戦記ガンダムW           | RHYTHM EMOTION                                    | TWO-MIX                    | 後期オープニング曲                   |
| 機動新世紀ガンダムX           | DREAMS                                            | ROMANTIC MODE              | 前作と同じ                           |
| ∀ガンダム                     | ターンAターン                                     | 西城秀樹                   | 前作と同じ                           |
| 機動戦士ガンダムSEED          | Realize                                           | 玉置成実                   | 第4クールオープニング曲              |
| 機動戦士ガンダムSEED DESTINY  | 僕たちの行方                                      | 高橋瞳                     | 第3クールオープニング曲              |
| 機動戦士ガンダム00            | Ash Like Snow                                     | the brilliant green        | ファーストシーズン後期オープニング曲 |
| 機動戦士ガンダム0080          | いつか空に届いて                                  | 椎名恵                     | 前作と同じ                           |
| 機動戦士ガンダム0083          | MEN OF DESTINY                                    | MIQ                        | 後期オープニング曲                   |
| 機動戦士ガンダム 第08MS小隊   | 嵐の中で輝いて                                    | 米倉千尋                   | 前作と同じ                           |

- 前作よりΖ、W、SEED、DESTINY、0083の楽曲が変更。ファーストと00が追加。
- 機体選択画面、vs画面、勝利・敗北時などのBGMは今作もオリジナルだが、全て一新されている。
- 今作の対戦時の戦闘BGMは完全ランダム（ステージ・機体の所属タイトル外からも流れる）になっている。
- 逆襲のシャアの楽曲は、ROMによっては収録されていない場合がある。

## 隠し要素の開放
今作も基板の設定画面でパスワードを入力することで、隠し要素が開放（解禁）される。本作もパスワード入力画面で「PASSWORD LEVEL」という形で「どこまで隠し要素が開放されたか」を表示しているが、オープニングデモでの開放告知はないため、実際にプレイするか、ゲームセンター側の張り紙などによる告知で開放されているかどうかを確かめることになる。
なお、下記の日付はあくまでも「隠し要素を開放するためのパスワードが配布された（または配布予定の）日付」であり、導入ゲームセンターの事情などにより開放が配布日より遅れたり放置されていたりする場合も存在する。パスワードは1台のみの入力でリンクされている全ての台で開放される。また一番直近に公開されたパスワードを入力することで、今までの隠し要素も全て開放される。
| パスワードLV | パスワード配布日 | 開放される要素                                                                            |
| ------------ | ---------------- | ----------------------------------------------------------------------------------------- |
| 0            | 2009年3月18日    | 稼働開始時の状態                                                                          |
| 1            | 2009年4月13日    | 使用可能機体化：ストライクフリーダムガンダム コース追加：Eコース                          |
| 2            | 2009年4月27日    | 使用可能機体化：ガンダムダブルエックス コース追加：Fコース 対戦選択ステージ：前作ステージ |
| 3            | 2009年5月25日    | 使用可能機体化：シャイニングガンダム、ガンダムMk-II（カミーユ機）                         |
| 4            | 2009年6月15日    | コース追加：Gコース                                                                       |
| 5            | 2009年7月13日    | 使用可能機体化：ガンダムEz8、キュベレイMk-II（プルツー機）                                |
| 6            | 2009年8月24日    | コース追加：Hコース                                                                       |
| 7（MAX）     | 2009年8月31日    | 使用可能機体化：ユニコーンガンダム                                                        |

## PSP版
PlayStation Portable用ソフトとして、2009年12月3日（2010年12月2日に廉価版「PSP the Best」版も発売）に本作のアッパーバージョンとして発売された。『NEXT PLUS』には新規機体が8機使用可能機体として追加される他、「NEXT PLUSモード」のみの機体（プレイヤーは使用不可）も登場する。また新たに「NEXT PLUSモード」と呼ばれるミッションモードやユニコーンガンダムのパイロットの追加もされている。

### PSP版追加機体

#### プレイヤーが使用可能な機体
『機動戦士ガンダム』より
- ジオング（ゲルググ）/ シャア・アズナブル

『機動戦士Ζガンダム』より
- ジ・O （ボリノーク・サマーン） / パプテマス・シロッコ

『新機動戦記ガンダムW Endless Waltz』より
- ウイングガンダムゼロカスタム（ガンダムデスサイズヘルカスタム） / ヒイロ・ユイ
- ガンダムナタク（サーペント）/ 張五飛

『機動戦士ガンダムSEED』より
- プロヴィデンスガンダム（ゲイツ） / ラウ・ル・クルーゼ

『機動戦士ガンダム00 セカンドシーズン(参戦枠は1stシーズンと同一)』より
- ダブルオーライザー（セラヴィーガンダム） / 刹那・F・セイエイ（セカンドシーズン）、沙慈・クロスロード（声のみ）
- リボーンズガンダム（リボーンズキャノン） （ガデッサ） / リボンズ・アルマーク

『機動戦士ガンダムUC』より
- ユニコーンガンダム（リゼル） / バナージ・リンクス
- クシャトリヤ（ギラ・ズール）/ マリーダ・クルス

#### 「NEXT PLUSモード」のみ登場する機体とパイロット
- RGM-79 GM
- MS-06 ザクII
- RGM-79N ジム・カスタム
- RGC-83 ジム・キャノンII
- RMS-106 ハイザック
- NRX-044 アッシマー
- RGM-89 ジェガン
- AMS-119 ギラ・ドーガ
- AMS-119 ギラ・ドーガ（レズン・シュナイダー機）
- MS-06 ボルジャーノン
- XM-01 デナン・ゾン
- XXXG-01SR2 ガンダムサンドロック改
- OZ-06MS リーオー
- OZ-07AMS エアリーズ
- WF-03MD ビルゴII
- MMS-01 サーペント
- GAT-X103 バスターガンダム
- GAT-X207 ブリッツガンダム
- MBF-02 ストライクルージュ
- ZGMF-1017 ジン
- ZGMF-600 ゲイツ
- MBF-M1 M1アストレイ
- TS-MA2mod.00 メビウス・ゼロ
- ZGMF-1000/A1 ガナーザクウォーリア（ルナマリア・ホーク機）
- MVF-M11C ムラサメ
- SVMS-01 ユニオンフラッグ
- SVMS-01E グラハム専用ユニオンフラッグカスタム/グラハム・エーカー等
- GNX-704T アヘッド/ルイス・ハレヴィ等
- GNX-704T/AC アヘッド近接戦闘型サキガケ/ミスター・ブシドー

他

#### ボスとして登場する機体
- ラフレシア/カロッゾ・ロナ
- ウォドム/ポゥ・エイジ
- アプサラスIII  (グフフライトタイプ ×2)/アイナ・サハリン、ギニアス・サハリン
- ガンダム試作3号機（デンドロビウム）/コウ・ウラキ

## 攻略本
- 機動戦士ガンダム ガンダムvs.ガンダムNEXT バトルマニュアル ISBN 978-4894258945 - ホビージャパン （発売日：2009年6月30日）

## 全国大会
- 『Premium Dogfight '09』
- 2009年2月20日開催のAOUショーで発表。夏から予選開始、決勝は2009年11月21日に行われた。